# Maria Gabriela de Saboia
Maria Gabriela de Saboia (em italiano:  Maria Gabriella Giuseppa Aldegonda Adelaide Margherita Ludovica Felicita Gennara di Savoia, Nápoles, 24 de fevereiro de 1940) é uma princesa italiana, filha de Humberto II, o último Rei de Itália, e de sua esposa, Maria José da Bélgica.

## Biografia
Após o seu divórcio, o xá Mohammad Reza Pahlavi indicou seu interesse em casar-se com a princesa Maria Gabriela. Em um editorial sobre os rumores de um casamento entre "um soberano muçulmano e uma princesa católica", o jornal do Vaticano, L'Osservatore Romano, considerou a união "um grave perigo." 
A princesa Maria Gabriela casou-se com o plebeu Robert Zellinger de Balkany (1931-2015) em 12 de fevereiro de 1969, de quem tem uma filha. Separaram-se em 1976 e divorciaram-se em 1990.